# Bradley Wilson
Pour les articles homonymes, voir Wilson.
Bradley Wilson, né le 5 juin 1992 à Butte (Montana), est un skieur acrobatique américain spécialiste des bosses. Il a commencé la compétition de haut niveau en 2005 et a participé à ses premières manches de Coupe du monde en 2011. Depuis 2013, il a connu à plusieurs reprises le podium dont une victoire en bosses en parallèle.

## Palmarès

### Jeux olympiques
- Sotchi 2014 : 20e

### Championnats du monde
| Édition/Discipline             | Bosses | Bosses en parallèle |
| Mondiaux 2013 (Oslo )          | 8e     | 22e                 |
| Mondiaux 2017 (Sierra Nevada ) | 5e     | 2e                  |

### Coupe du monde
- Meilleur classement général : 14e en 2013 et en 2014.
- Meilleur classement en bosses : 4e en 2013 et en 2014.
- 11 podiums dont 3 victoires.

#### Détails des victoires
| Édition / Épreuve | Bosses en parallèle |
| 2013              | Inawashiro          |
| 2014              | Inawashiro          |
| 2016              | Tazawako            |